# Muchajjam Nur Szams
Muchajjam Nur Szams (arab. مخيم نور شمس) – obóz dla uchodźców palestyńskich w Autonomii Palestyńskiej (zachodni Zachodni Brzeg, Tulkarm). Według danych Palestyńskiego Centralnego Biura Statystycznego w 2016 roku liczyło 7600 mieszkańców.